# طنطاوي جوهري
حكيم الإسلام الشيخ «طنطاوي جوهري» (1870 - 1940م) هو عالم وكاتب مسلم مصري، وصاحب «الجواهر في تفسير القرآن الكريم»، من العلماء الموسوعيين الذين جمعوا بين علوم كثيرة يبدو بعضها متناقضا، فكان من علماء الأزهر، وصاحب منهج تفسيري في كتابه «الجواهر» حول العلاقة بين آيات القرآن والعلم، وله إسهامات في الكتابة عن الموسيقى، وكان من دعاة السلام العالمي، ومن المناضلين الوطنيين ضد الاستعمار ومن المنضمين لغالبية الحركات والجمعيات الإسلامية التي نشأت في تلك الفترة من التاريخ، ووصفه الزعيم مصطفى كامل بأنه «حكيم الإسلام».

## الميلاد
ولد «طنطاوي جوهري» في قرية «كفر عوض الله حجازي» التابعة لمحافظة الشرقية بمصر سنة (1287 هـ- 1870م).

## التعليم
- أرسله والده إلى كتاب القرية لحفظ القرآن الكريم، ولما أتم الحفظ ازداد ولعه بالعلم فالتحق بالأزهر، وبعد سنوات قضاها في الأزهر وقعت أحداث الثورة العربية فاضطر لأن يرجع إلى قريته سنة 1882م.
- عاد إلى القاهرة مرة أخرى بعد أن تم القضاء على العرابيين والتحق بمدرسة دار العلوم عام 1889م وفيها تفتحت آفاقه على ثقافات أوسع، فقد هزته دراسات العلوم الطبيعية والفلك وغيرها من العلوم التي لم يكن يدرسها في الأزهر، ويقول عن ذلك: «كنت في هذه المدرسة أقرأ ما يروي ظمأ روحي» تخرج من دار العلوم سنة 1893م.
- عكف على تعلم اللغة الإنجليزية حيث أتقنها وترجم بعض كتبها ومنها مؤلفات اللورد "افبوري" كما ترجم أعمالا لبعض الشعراء الإنجليز.

## العمل
- عين «جوهري» مدرسا بمدرسة دمنهور الابتدائية، وتنقل بين عدد من المدارس منها المدرسة الخديوية حيث بقى فيها عشر سنين (من سنة 1900 إلى سنة 1910م)
- عين الشيخ «طنطاوي» مدرسا للتفسير والحديث سنة 1911م بمدرسة دار العلوم وذلك حين تولي «أحمد باشا حشمت» نظارة المعارف العمومية.
- اختير ضمن هيئة التدريس بالجامعة المصرية الأهلية ليلقي بها محاضرات في الفلسفة الإسلامية وفي ذلك الحين رشح لتولي منصبٍ قضائيٍ لكنه لم يقبل.
- بعد إعلان الحرب العالمية الأولي سنة 1914م نقله الإنجليز إلى المدارس الثانوية حيث انتقل إلى مدرسة العباسية الثانوية بالإسكندرية، وهناك كون جمعية من الطلاب أسماها «الجمعية الجوهرية» كان لها أثرها في بث الوعي القومي والثقافي بين الشباب السكندري.
- في أكتوبر سنة 1917م دعي إلى القاهرة للتدريس بالمدرسة الخديوية ثانية.
- في عام 1919 -أثناء المظاهرات التي قامت ضد الإنجليز- قام البوليس بتفتيش مسكنه لما عرف من وطنيته، ولمقالاته التي كان ينشرها في جريدة "اللواء" عن الأمم المستعبدة والأمم المستضعفة ووسائل الإصلاح.

تفسير الجواهر

### أشهر تلاميذه
تتلمذ على يد الشيخ طنطاوي جوهري عددٌ من أبرز الشخصيات السياسية والأدبية والفنية، خصوصاً إبان فترات تدريسه بالمدرسة الخديوية ومن أبرزهم إبراهيم رمزي ومحمد لطفي جمعة.

## الجواهر والتفسير العلمي للقرآن والعلوم العصرية
في سنة 1922م انقطع الشيخ طنطاوي عن التدريس لبلوغه السن القانونية للمعاش لكنه استطاع أن يهب وقته كله لكتابة تفسيره «الجواهر» الذي عمل لإنجازه دون توقف من سنة 1922 إلى سنة 1935. حيث يقع كتاب «الجواهر في تفسير القرآن الكريم» في نحو ستة وعشرين جزءا وكان قد نشر شذرات متفرقة منه باسم «التاج المرصع بجواهر القرآن والعلوم». 
- يتحدث في مقدمة التفسير عن البواعث التي دفعته لتأليفه فيقول: «أما بعد فإني خلقت مغرما بالعجائب الكونية معجبا بالبدائع الطبيعية مشوقا إلى ما في السماء من جمال وما في الأرض من بهاء وكمال آيات بينات وغرائب باهرات، ثم إني لما تأملت الأمة الإسلامية وتعاليمها الدينية ألفيت أكثر العقلاء وبعض جلة العلماء عن تلك المعاني معرضين، وعن التفرج بها ساهين لاهين فقليل منهم من فكر في خلق العوالم وما أودعت من الغرائب فأخذت أؤلف لذلك كتابي».
- سمى تفسيره «الجواهر في تفسير القرآن الكريم» لأنه يجعل الجوهرة بدل الباب أو الفصل والجوهرة يتفرع عنها الماسة الأولى والماسة الثانية وهكذا.
- طريقته في تفسير القرآن أن يبدأ بالتفسير اللفظي للآيات التي يعرض لها ثم يتلوه بالشرح والإيضاح، أي أنه يشرح متوسعا في الفنون العصرية المتنوعة.
- كان يضع في تفسيره كثيرا من صور النباتات والحيوانات ومناظر الطبيعة وتجارب العلوم بقصد التوضيح والبيان.
- كان لهذا التفسير في الشرق الأقصى وفي إيران بوجه خاص سمعة طيبة وشهرة واسعة النطاق وقد قالت عنه مجلة الجمعية الآسيوية الفرنسية: «إن الشيخ طنطاوي رجل فيلسوف حكيم بمقدار ما هو عالم دين، وبهاتين الصفتين قد فسر القرآن الذي أثبت أنه دين الفطرة بما هو أكثر ملائمة للطباع البشرية وموافقة للحقائق العلمية والنواميس الطبيعية».

كما كان له مؤلفات أخرى منها:
1. الزهرة في نظام العالم والامم
2. النظام والإسلام
3. مذكرات في ادبيات اللغة العربية
4. نهضة الامم وحياتها
5. ميزان الجواهر في عجائب الكون

## عنايته بالموسيقى
عني الشيخ طنطاوي بالموسيقى وتحدث عنها حديث الخبير بها وربطها بالفكر الإسلامي. فتحدث عن موقف الإسلام من الأغاني والفنون وكان يقول: «إن الموسيقى المسموعة باب من أبواب الموسيقى المعقولة» وأورد في تفسيره كثيرا من النوادر والحوادث الشخصية التي كانت الموسيقى حافزا له فيها على ارتياد مواطن جديدة من النشاط الفكري.

## عنايته بالسلام العالمي
- أولى «طنطاوي» اهتماما خاصا بالسلام العالمي ووضع نظرية في هذا المجال استمدها من مفاهيم القرآن، وخلاصة رأيه فيها أن «سياسة الأمم إن لم يكن بناؤها على حساب كحساب العلوم فإن النوع الإنساني سيحل به الدمار ولا يستحق البقاء».
- جعل علوم الرياضة والفلك والنبات والكيمياء والتشريح وعلم النفس وسيلة توصل إلى حل مشكلة السلام العام، وله كتابان وجههما إلى العالم في هذا الشأن هما: «أين الإنسان» وصاغه على هيئة رواية سياسة فلسفية تناول فيها آراء عدد من الفلاسفة مثل «الفارابي» و«ابن طفيل» و«توماس مور»، وكتاب «أحلام في السياسة وكيف يتحقق السلام العام».

## الترشح لنوبل
- رشح عام 1939م بكتابيه هذين إلى الدوائر الغربية لنيل جائزة نوبل للسلام، رشحه للجائزة الدكتور علي مصطفى مشرفة بوصفه عميدا لكلية العلوم والدكتور عبد الحميد سعيد عضو البرلمان والرئيس العام لجمعية الشبان المسلمين وأخذت وزارة الخارجية بهذا الترشيح وأرسلت مؤلفاته إلى البرلمان النرويجي مشفوعة بتقرير عن جهوده في سبيل العلم والسلام وشهادات علماء إنجلترا وفرنسا وإيطاليا وألمانيا في قيمة هذه المؤلفات، لكن وفاة الشيخ «طنطاوي» حالت دون إتمام الأمر لأن جائزة نوبل لا تمنح إلا للأحياء فقط.

## طنطاوي جوهري في عيون العلماء
- أولى الباحثون الغربيون اهتماما كبيرا بطنطاوي جوهري وتحدثوا عن مؤلفاته وآثاره؛ فاهتم البارون "كراديفو" به في كتابه "مفكرو الإسلام" ووصفه بأنه واحد من المصلحين الذين ربطوا بين جوهر الإسلام وبين النهضة الحديثة، يقول "كراديفو": إن الأزهر أظهر ثلاثة مصابيح: محمد عبده ورفاعة الطهطاوي وطنطاوي جوهري".
- ذكره «تشارلز آدمز» في كتابه «الإسلام والتجديد في مصر» كواحد من تلاميذه في مدرسة التوفيق بين المدنية الغربية والإسلام.
- قال عنه الدكتور ريتشارد هارتمان: «إن طنطاوي جوهري يسير على نهج الإمام محمد عبده في فهمه أن الإسلام هو دين العقل والفهم لا التقليد، وأن العلم إذا أحسن فهمه يصبح أداة صالحة لفهم الدين».
- المستشرق الإيطالي الشهير «سانتيلانه» يقول في كتابه «صدى صوت المصريين في أوروبا» والذي نشر عام 1911م: «ليس هناك بمصر من يجهل الشيخ طنطاوي جوهري، فهو ذلك الكاتب النحرير والمحرر الشهير، ذلك الإنسان ذو العقل الكبير؛ بل أحد رؤساء الحركة السياسية والاجتماعية التي انتشرت في طبقات الشعب الإسلامي كافة تحت اسم الجامعة الوطنية».
- قال الأستاذ العلامة "كريستيان جب": إن كتاب "أين الإنسان" يبحث في أعقد المشكلات العالمية بحثا عجزت أوروبا إلى اليوم عن الإتيان بمثله. وقال: "إني أعلن أن خير كتاب أخرج للناس في هذا الشأن هو كتاب "أين الإنسان" الذي يرسم للعالم بأسلوب فلسفي عميق الطريق المستقيم إلى السلام الدائم الذي رسمه الله في قوله تعالى "يا أيها الناس إنا خلقناكم من ذكر وأنثى وجعلناكم شعوبا وقبائل لتعارفوا".

## علاقته بجماعة الإخوان المسلمين
- التقي الشيخ «طنطاوي جوهري» مع حسن البنا الذي عرض عليه - لفضله - أن يكون مرشداً للإخوان إلا أن الشيخ بتواضعه رفض ذلك وبايع حسن البنا وقد اختير الشيخ طنطاوي ليكون ممثلاً عن إخوان القاهرة في مجلس شورى الإخوان، والذي عُقد في الفترة من يوم السبت 11 من ذي الحجة 1353 هـ الموافق 16 مارس 1935م حتى يوم الإثنين 13 من ذي الحجة 1353 هـ الموافق 18 مارس 1935م، وتولى رئاسة تحرير "صحيفة الإخوان المسلمين"، والتي صدر العدد الأول منها في 22 صفر 1352 هـ الموافق 15 يونيو 1933م، وكان أول مقال فيها للشيخ بعنوان: «إلى القراء الكرام».
- قال له بعض العلماء: كيف تقبل وأنت العالم الجليل أن تكون تابعًا لمدرس أقل شأنًا منك؟ فردَّ عليه بقوله: لو تعلمون عن هذا الشخص ما أعلم ما ملكتم إلا أن تبايعوه على نصرة الإسلام، ثم قال: "إن حسن البنا في نظري مزاج عجيب من التقوى والدهاء السياسي، إنه قلب عليّ وعقل معاوية، وإنه أضفى على دعوة اليقظة عنصر "الجندية"، ورد إلى الحركة الوطنية عنصر "الإسلامية".
- خُصِّص له في المركز العام للإخوان المسلمين درسٌ في تفسير القرآن الكريم، كان يفسر القرآن بالعلوم الحديثة، وهو لون لم يكن مألوفًا في ذلك الوقت، وكان الرجل بارعًا في التفسير وفي الإقناع؛ حيث كان على قدم راسخة في التفسير وفي العلوم الكونية معًا.
- ينسب إليه أنه كان أول من احتضن أول مجموعة من طلبة الجامعة وأرشدهم إلى طريق دعوة الإخوان المسلمين؛ ففي 1933م- وأثناء زيارة الإمام البنا للوجه البحري- قامت مجموعة من طلاب المدارس العليا بزيارة الشيخ طنطاوي جوهري، وكانت تتألف من خمسة طلاب ينتمون إلى الكليات الجامعية المختلفة.

## التكريم
يوجد نهج بإسمه في حي العمران في ولاية أريانة بتونس.

## الوفاة
- توفي الشيخ طنطاوي جوهري في صباح يوم الجمعة 3 من ذي الحجة 1358 هـ الموافق 12 يناير سنة 1940م وقد نعته الصحف كصحيفة (المقطم) و (الشبان المسلمين) و (الإخوان المسلمين).